# Symport

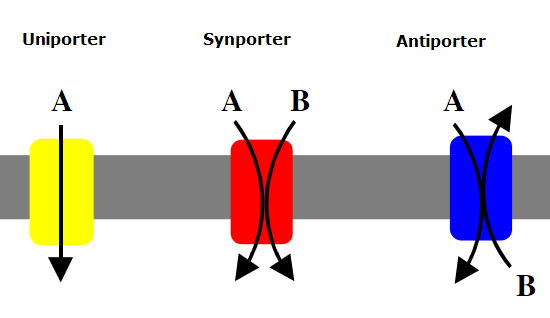
Porównanie uniportu, symportu i antyportu

Symport – jeden z rodzajów transportu aktywnego, w trakcie którego transportowana cząsteczka przechodzi przez błonę komórkową wraz z jonem wodorowym (H+) lub sodowym (Na+) (transport obydwu odbywa się w tym samym kierunku). Pośredniczące w tym procesie białko określane jest jako przenośnik symportowy.